# المراونة (مذيخرة)

تعديل مصدري - تعديل

المراونة هي إحدى قرى عزلة حليان بمديرية مذيخرة التابعة لمحافظة إب، بلغ تعداد سكانها 1653 نسمة حسب تعداد اليمن لعام 2004.